# 小行星27736
小行星27736（27736 Ekaterinburg）是一颗绕太阳运转的小行星，为主小行星带小行星。该小行星于1990年9月发现。

## 轨道参数
小行星27736的轨道半长轴为469 933 184 km（3.1412646 UA），离心率为0.331。